# Nombre de Dios (Mexique)
Pour les articles homonymes, voir Nombre de Dios.
Nombre de Dios (littéralement « Nom de Dieu » en espagnol) est une ville du Mexique, chef lieu de la municipalité de Nombre de Dios dans l'État de Durango.
Elle fut fondée au XVIe siècle par le vice-roi Luis de Velasco.
La ville est connue dans l'État de Durango pour sa production de mezcal artisanal.